# Clostridium neopropionicum
Il Clostridium neopropionicum  è una specie di batterio appartenente alla famiglia delle Clostridiaceae.